# 쓰레기과학
쓰레기과학(Junk science)은 일차적으로는 쓸데 없는 과학이나, 제대로 되지 않은 과학을 뜻한다. 이 단어는 기본적으로는 유사과학과 동의어 혹은 하위개념으로 자주 사용되며, 유사과학중 원형과학이 될 수 있는 재고의 여지조차 없는 것으로 분류되기도 한다. 다른 이름으로 사이비과학이라고 불리기도 한다. 유사과학에는 시대나 상황에 따라 다르게 분류되거나 나중에 과학발전에 영향을 줄 계기가 될 수 있는 원형과학과, 단순한 데이터 조작과 사실 왜곡을 통한 프로파간다 운동에 해당하는 쓰레기과학이 있다고 할 수 있다.
회의주의자라는 용어가 과학자와 의사과학자들이 서로 다른 의미로 사용할 수 있듯이 이 쓰레기과학 역시 전혀 다른 뜻으로 사용되기도 한다.

## 단어의 역사
일반적으로 시장경제를 옹호하는 일부의 시장자유주의자들은 쓰레기과학을 시장자유화에 반대하는 연구를 가리키는데 사용했다. 예를 들어 지구 온난화, 환경문제, 담배, 보건 등에 대하여 기업의 활동을 방해하는 연구를 모두 쓰레기과학이라고 말했다.
하지만 실제로 연구논문을 조작하고, 일부만 발췌하는 등의 반과학적 행동은 기업측과 지구온난화 반대를 주장하는 기업들이 하고 있었음이 밝혀지면서, 그런 의미에서 현재에는 그 의미가 뒤집혀서 오히려 이런 기업들이 하는 행동들(지구 온난화 반대 등)이 과학자들에 의해 쓰레기 과학이라고 불리게 되었다. 즉, 쓰레기 과학이란 단어는 현재에는 원형과학조차 될 수 없는 조작들과 발췌들 및 프로파간다만을 주장하는 것을 쓰레기과학이라고 분류하게 되었다. 과학논문의 내용을 왜곡하거나 조작하는 사이비과학의 일종인 창조과학, 지적설계와 평평한 지구 역시 쓰레기 과학의 대표적인 예로서 분류된다. 유사과학의 범주 중 현재의 쓰레기과학의 정의에 해당하는 것들은 재론의 여지가 없을 정도인 경우가 많다.

## 한국에서의 쓰레기 과학
대한민국에서는 자유기업원 부원장이 운영하다가 없어진 www.junkscience.co.kr이라는 사이트가 있었다. 이 사이트는 다른 나라에서 만든 www.junkscience.com의 내용을 옮긴 것으로서, 환경오염 하면 연상되는 유해물질인 다이옥신이 몸에 해롭지 않다는 주장등이 올라와 있었다. 기업의 입장을 지지하는 사람들은 기존의 지구 온난화, 선진국들의 고의적인 원조 중단, 전쟁등이 원인인 식량 부족과 같은 기본적이고 아주 잘 밝혀진 내용조차도, 더 많은 자료가 필요하다고 주장한다. 이러한 사람들은 회의주의자들은 contrarian이라고 부른다. 대한민국에서도 이러한 것의 영향으로 비외른 롬버그의 '회의적 환경주의자'가 번역되었다. 이 책은 출판되면서 덴마크에서 전 세계적인 환경론자들에 대한 책임을 통감하여, 이에 대한 자세한 반론을 인터넷에 올릴 정도로 과학자들의 입장에서는 엉터리 책이었으나, 국내외 기업 및 기업을 지원하는 연구소에서 열렬한 환영을 받았다.
그러나 미국에서 사용하는 쓰레기과학의 정의가 기업들의 행위를 나타내는 것이 밝혀지면서, 현재에는 운영조차 되지 않고 있다.

## 쓰레기 과학의 예
현재 사용되는 쓰레기과학의 정의(원형과학조차 될 수 없는 사이비과학의 한 종류)에 따를 경우, 쓰레기 과학의 예는 다음과 같다.
- 지구온난화 부정
- 안티백신
- 창조과학
- 지적설계
- 혈액형 성격설
- 평평한 지구
- 창조설

## 같이 보기
- 의사과학
  - 창조과학
  - 지적설계